# NHL 2K9
《NHL 2K9》是一款由Visual Concepts制作、2K Sports发行的体育类游戏。本游戏最初于2008年9月在Xbox 360等平台发行。本游戏是《NHL 2K8》的续作。
游戏主要是模拟冰球比赛。
本游戏收到混合至平均的评价。